# Luis Rioja González
Luis Rioja González   (Las Cabezas de San Juan, 16 d'octubre de 1993) és un futbolista professional andalús que juga com a volant esquerre, actualment al Valencia CF.

## Carrera esportiva
Rioja va néixer a Las Cabezas de San Juan, Sevilla, Andalusia, i es va formar al CD Cabecense. Va debutar com a sènior el 2 de setembre de 2012, jugant els últims 22 minuts d'una victòria a casa per 2-0 contra el Cadiz CF B, a la Tercera Divisió
Rioja va marcar el seu primer gol de sènior el 18 de novembre de 2012, en 4-0 contra l'Arcos CF, i va acabar la temporada 2012-13 amb quatre gols en 35 aparicions. El 27 de juny de l'any següent, va signar un contracte de tres anys amb el Reial Madrid CF i va ser assignat a l'equip C a la Segona Divisió B.
El 27 de juliol de 2014 Rioja es va incorporar a un altre equip filial, el Celta de Vigo B a la tercera divisió. El 4 de gener de 2017, va fitxar pel Marbella FC.
El 23 de juliol de 2018, Rioja va acordar un contracte de dos anys amb la UD Almeria de segona divisió. Hi va fer el seu debut professional el 17 d'agost, començant com a titular en una derrota per 0-1 fora de casa contra el Cadis CF.
Rioja va marcar el seu primer gol professional el 26 d'agost de 2018, el primer gol en l'empat 1-1 a casa contra el CD Tenerife. Va ser titular habitual del club durant la la campanya, contribuint amb quatre gols en 39 aparicions.
L'1 de juliol de 2019, Rioja va signar un contracte de quatre anys amb el Deportivo Alavés de la Lliga, que va activar la seva clàusula de rescissió. Va debutar a la categoria el 18 d'agost, com a titular en una derrota a casa per 1-0 contra el Llevant UE.